# Jupiá
Jupiá là một đô thị thuộc bang Santa Catarina, Brasil. Đô thị này có diện tích 91,71 km², dân số năm 2007 là 2134 người, mật độ 22,9 người/km².